# Przedmiot
Przedmiot, obiekt (łac. obiectum) – jedno z podstawowych pojęć ontologii, w języku potocznym określany jako „coś” lub „cokolwiek”. Nie należy go mylić z przedmiotem poznania.

## Definicje
- Wyrażenie „X jest przedmiotem” znaczy, że X ma co najmniej jedną cechę (tzn. ma uposażenie jakościowe).
- „Przedmiot” to najogólniejsza ze wszystkich nazw (tzn. wyrażeń nadających się na orzecznik lub podmiot zdania oznajmującego), względnie najogólniejszy ze wszystkich rzeczowników i przymiotników.

## Kontrowersje
Egzystencjalne rozumienie przedmiotu – egzystencjalna koncepcja przedmiotu głosi, że jeśli to, co nazywa się przedmiotem, ma pewne uposażenie jakościowe, czyli jest jakieś, to musi to istnieć, przynajmniej w jakiś pośredni sposób. Ponadto nie sposób przedstawić żadnego przedmiotu bez odniesienia go do istnienia, więc tzw. przedmioty tylko pomyślane muszą jakoś do istnienia się odnosić – inaczej nie można by mieć o nich żadnej wiedzy, a przecież o pewnych przedmiotach tylko pomyślanych (np. krasnoludkach) jakąś wiedzę mamy. 
Egzystencjalnie neutralne rozumienie przedmiotu – to rozumienie przedmiotu opiera się na rozumowaniu, że wyznaczenie charakterystyki czegoś nie prowadzi do wniosku o istnieniu tego. Prowadzi to do wniosku, że istnieją przynajmniej dwie kategorie przedmiotów: przedmioty istniejące i przedmioty intencjonalne (przedmioty tylko pomyślane). Także wśród tych klas przedmiotów możliwe są dalsze klasyfikacje ontologiczne, np. na abstrakty i przedmioty fikcyjne dla przedmiotów intencjonalnych. Przedmioty nieintencjonalne klasyfikuje się natomiast w zależności od tego, jak rozumie się istnienie.
Redukcjonizm co do przedmiotu – całkowita lub relacyjna redukcja wszystkich klas przedmiotów do danej określonej klasy przedmiotów, np. do rzeczy w reizmie, zdarzeń w ewentyzmie, procesów w heglizmie, idei w platonizmie. Redukcjonizm może dotyczyć tylko przedmiotów realnych (np. reizm Kotarbińskiego głosi, że jedynymi przedmiotami istniejącymi realnie są rzeczy) lub wszystkich przedmiotów (np. platonizm głosi, że wszystkie przedmioty istnieją, ale mimo to ze względu na to, że mają różny rodzaj istnienia, wszystkie dają się zredukować do najwyżej istniejących idei). 

## Klasyfikacja przedmiotów
- przedmiot istniejący i przedmiot intencjonalny,
- przedmiot realny i przedmiot fikcyjny,
- przedmiot aktualny i przedmiot potencjalny,
- przedmiot konieczny i przedmiot przypadkowy,
- przedmiot fizyczny i przedmiot niefizyczny,
- przedmiot konkretny i przedmiot abstrakcyjny.

## Kategorie przedmiotów
Rzecz i osoba, stan rzeczy, relacja, cecha i właściwość, zdarzenie, proces.